# Василь Фацієвич
Василь Фацієвич (3 грудня 1847, с. Фрага — 26 лютого 1921, Яблунів поблизу Копичинців) — український церковний і громадсько-політичний діяч, священник УГКЦ, у 1901—1904 роках — адміністратор Станиславівської греко-католицької єпархії, посол-віриліст Галицького сейму VII i VIII скликання.

## Життєпис
Народився в 3 грудня 1847 року в с. Фрага (належало тоді до Бережанського округу, Королівства Галичини та Володимирії, Австрійської імперії) в сім'ї о. Івана Фацієвича (1818—1871), адміністратора парафії у Фразі та його дружини Павлини з роду Карачевських. У 1871 році висвячений на одруженого священника (овдовів у 1887 році). Після висвячення виконував обов'язки адміністратора (1871—1874) і капелана (1874—1883) в рідній парафії Перенесення мощей святого Миколая в селі Фрага Ходорівського деканату Львівської архиєпархії УГКЦ. Крилошанин і член митрополичої консисторії у 1883—1887 роках.
У 1887 році перейшов до новозаснованої Станиславівської єпархії. Член єпархіальної консисторії Станиславівської єпархії в 1887—1910 роках: у 1888 році — цензор, архидиякон (9 січня 1887 — 1891) і архипресвітер (5 січня 1891 — 1910) Станиславівської катедральної капітули. У 1891 році взяв участь у Львівському синоді.
З 17 січня 1901 року до 18 травня 1904 року був адміністратором вакантної посади очільника Станиславівської єпархії. У час його управління єпархією збудовано будинок для духовної семінарії. У 1902 році посвячено наріжний камінь, а 1903 року закінчено будову.
Був послом-вірилістом Галицького крайового сейму VII і VIII скликання.
Написав статтю «Мѣсто Станиславвъ і єго церкви», що була надрукована в «Шематизмі… греко-кат. Епархіи Станиславовской
на… 1902», Станиславів, 1902, стор. XV—XVIII.
Після 1910 року зрезиґнував з адміністративних обов'язків і деякий час мешкав при церкві святої великомучениці Варвари у Відні.
Помер 26 лютого 1921 року в селі Яблунів (нині Чортківський район Тернопільської області), де його син Йосиф (Осип) Фацієвич був парохом.

## Нагороди
- Лицарський хрест ордена Леопольда (1898)[6][7]
- Командорський хрест із зіркою ордена Франца Йосифа (1908)[8]